# Lythrurus
Lythrurus es un género de peces de la familia Cyprinidae y de la orden de los Cypriniformes.

## Especies
- Lythrurus alegnotus (Snelson, 1972)
- Lythrurus ardens (Cope, 1868)
- Lythrurus atrapiculus (Snelson, 1972)
- Lythrurus bellus (O. P. Hay, 1881)
- Lythrurus fasciolaris (C. H. Gilbert, 1891)
- Lythrurus fumeus (Evermann, 1892)
- Lythrurus lirus (D. S. Jordan, 1877)
- Lythrurus matutinus (Cope, 1870)
- Lythrurus roseipinnis (O. P. Hay, 1885)
- Lythrurus snelsoni (H. W. Robison, 1985)
- Lythrurus umbratilis (Girard, 1856)

- Datos: Q3759556
- Multimedia: Lythrurus / Q3759556